# Resolució 1115 del Consell de Seguretat de les Nacions Unides
La Resolució 1115 del Consell de Seguretat de les Nacions Unides fou adoptada per unanimitat el 21 de juny de 1997. Després de reafirmar les resolucions 687 (1991), 707 (1991), 715 (1991) i 1060 (1996) sobre el control del programa d'armes iraquià, el Consell va exigir que Iraq cooperés amb equips d'inspecció d'armes de la Comissió Especial de les Nacions Unides i permetés l'accés sense restriccions a les àrees i equipament dels indrets sol·licitats.
Observant restriccions inacceptables als inspectors d'armes, el Consell de Seguretat va anunciar la seva determinació de permetre l'accés sense condicions i sense restriccions immediates a la Comissió Especial a qualsevol lloc que desitgi.
Actuant amb el Capítol VII de la Carta de les Nacions Unides, la resolució va condemnar la negativa de les autoritats iraquianes a permetre l'accés als llocs designats per la Comissió Especial, en violació de les resolucions anteriors del Consell de Seguretat. Va exigir que l'Iraq cooperés amb la Comissió Especial, que li permetés accedir a qualsevol lloc o persona que volguessin entrevistar. Es va demanar al president de la Comissió Especial que proporcionés informes, d'acord amb la resolució 1051 (1996) sobre el compliment per part de l'Iraq de la resolució actual. També va suspendre la revisió de les sancions durant 60 dies fins a l'informe de la UNSCOM d'octubre de 1997. Si l'Iraq no complia, es prendrien més mesures contra els funcionaris iraquians noque no complissin.